# Gare de Chissay-en-Touraine
Gare de Chissay-en-Touraine vasútállomás Franciaországban, Chissay-en-Touraine településen.

## Vasútvonalak
Az állomást az alábbi vasútvonalak érintik:
- Vierzon–Saint-Pierre-des-Corps-vasútvonal

## Kapcsolódó állomások
A vasútállomáshoz az alábbi állomások vannak a legközelebb:
- Gare de Montrichard (Gare de Vierzon-Ville)
- Gare de Chenonceaux (Gare de Saint-Pierre-des-Corps)